# Idalima monophyes
Idalima monophyes là một loài bướm đêm trong họ Noctuidae.